# Mendy Rudolph
Marvin Rudolph, detto Mendy (Filadelfia, 8 marzo 1926 – New York, 4 luglio 1979), è stato un arbitro di pallacanestro statunitense, membro del Naismith Memorial Basketball Hall of Fame dal 2007.
Ha diretto 2.112 incontri in NBA tra il 1953 ed il 1978. Ha preso parte a 8 NBA All-Star Game ed a 22 NBA Finals consecutive.
La sua divisa numero 5 è stata ritirata dal giorno della sua morte, e non è stata più indossata da alcun arbitro NBA.